# Oreithales integrifolia
Oreithales integrifolia là một loài thực vật có hoa trong họ Mao lương. Loài này được (DC.) Schltdl. mô tả khoa học đầu tiên năm 1856.